# Sydlig takahe
Sydlig takahe (latin: Porphyrio hochstetteri) er en indfødt newzealandsk fugl, som man i begyndelsen af 1900-tallet længe havde troet uddød ligesom moa'en.
Heldigvis fandt man i 1940'erne en lille bestand af sydlig Takahe i bjergene i Fjordland på Sydøen. Nu trives de på de småøer, hvor det er lykkedes at udrydde alle de for New Zealand fremmede pattedyr. På Tiritiri Matangi, en lille ø lige ud for Auckland, findes 30 procent af verdens takaheer.
Sydlig takahe kan som kiwien ikke flyve, den har kun nogle små vingestumper.
Den nærtbeslægtede takahe, Porphyrio mantelli, fra Nordøen regnes dog for uddød.